# Saša Lukić
Saša Lukić, född 13 augusti 1996 i Šabac, är en serbisk fotbollsspelare (mittfältare) som spelar för Fulham och Serbiens landslag.

## Klubbkarriär
Den 29 juli 2016 värvades Lukić av italienska Torino. Den 15 augusti 2017 lånades Lukić ut till spanska Levante på ett låneavtal över säsongen 2017/2018.
Den 31 januari 2023 värvades Lukić av Fulham, där han skrev på ett 4,5-årskontrakt.

## Landslagskarriär
Lukić debuterade för Serbiens landslag den 7 september 2018 i en 1–0-vinst över Litauen, där han blev inbytt i den 82:a minuten mot Nemanja Matić. I november 2022 blev Lukić uttagen i Serbiens trupp till VM 2022.

## Meriter
Partizan
- Vinnare av Serbiska superligan: 2014/2015
- Vinnare av Serbiska cupen: 2015/2016